# Memoria del fuoco
Memoria del fuoco è un romanzo storico di Eduardo Galeano, autore uruguayano, pubblicato in tre volumi tra il 1982 e il 1986 in Spagna.

## Trama
L'opera è formata da tre parti che narrano in brevi racconti, scritti in modo poetico ma fondati su fonti storiche e letterarie autorevoli, la storia dell'America dalla sua scoperta (1492) ai giorni nostri.
La prima parte è intitolata "Le origini" (Los nacimientos). Dopo una breve introduzione in cui viene descritta la creazione del mondo ("La donna e l'uomo sognarono che Dio li stava sognando") attraverso i miti delle popolazioni pre-colombiane, narra la scoperta dell'America da parte di Cristoforo Colombo e percorre circa duecento anni di storia interrompendosi all'inizio del Settecento.
La seconda parte "Le facce e maschere" (Las caras y la mascaras) racconta il periodo che va dal 1700 agli inizi del 1900.
La terza parte "Il secolo del vento" (El siglo del viento) narra gli avvenimenti che hanno caratterizzato l'America dal 1900 al 1986 dedicando pagine di rara poesia ad alcuni personaggi famosi fra i quali Charlie Chaplin, Pancho Villa, Ezra Pound, Gabriel García Márquez, Ernesto Che Guevara, il celebre calciatore Garrincha, John Kennedy e John Lennon.

## Edizioni
- Eduardo Galeano, Memoria del fuoco, traduzione di Maria Antonietta Peccianti, Rizzoli, Milano, 2005,  pp. XX-1180, ISBN 88-17-00439-1.